# Diocese de Ahiara
A Diocese de Ahiara  (em latim: Dioecesis Ahiarana) é uma circunscrição eclesiástica da Igreja Católica localizada em Ahiara, pertencente à província eclesiástica da Arquidiocese de Owerri na Nigéria. Seu atual bispo é Simeon Okezuo Nwobi, C.M.F.. Sua Sé é a Catedral de Maria Mater Ecclesiae.
Possui 82 paróquias servidas por 184 padres, abrangendo uma população de 656.000 habitantes, com 69,1% da dessa população jurisdicionada batizada (453.005 católicos), em 2016.

## História
A diocese foi erigida em 18 de novembro de 1987 com a bula Dominici gregis do Papa João Paulo II, obtendo o território da diocese de Owerri (agora uma arquidiocese). Ela era originalmente sufragânea da Arquidiocese de Onitsha. Em 26 de março de 1994 passou a fazer parte da província eclesiástica de Owerri.
A nomeação do segundo bispo, Peter Ebere Okpaleke, ocorrida em dezembro de 2012, desencadeou uma situação muito delicada: por não ser originário da diocese e não pertencer à etnia Mbaise, a maioria na área, os fiéis e o clero da diocese foram contrários à sucessão. No entanto, a consagração de Okpaleke ocorreu na catedral de Owerri, mas ele nunca conseguiu tomar posse da diocese. Para tentar resolver a questão, o Papa Francisco nomeou em julho de 2013 o cardeal John Olorunfemi Onaiyekan, arcebispo de Abuja, como administrador apostólico ad nutum Sanctae Sedis da diocese.
Em junho de 2017, o Papa Francisco interveio na polêmica ainda aberta, obrigando todos os padres da diocese a enviar-lhe uma carta pedindo perdão pelo seu comportamento e a aceitar as decisões do Papa e a nomeação do novo bispo; para quem não cumprisse, haveria a suspensão a divinis e perda dos deveres pastorais. Várias fontes da imprensa anunciaram que as cartas haviam sido enviadas, mas a agitação continuou e o impasse permaneceu com fiéis e padres divididos em posições opostas. Para restabelecer a paz, Okpaleke renunciou ao governo pastoral em 19 de fevereiro de 2018 e acabou sendo transferido para a Diocese de Ekwulobia.
Em 3 de maio de 2024, o Papa Francisco nomeou como bispo diocesano de Ahiara ao então bispo auxiliar, Simeon Okezuo Nwobi, C.M.F..

## Lista de bispos
A seguir uma lista de bispos desde a ereção da diocese.
|                   | Nome                        | Período     | Notas                   |
| Bispos            | Bispos                      | Bispos      | Bispos                  |
| ----------------- | --------------------------- | ----------- | ----------------------- |
| 3º                | Simeon Okezuo Nwobi, C.M.F. | 2024 -      |                         |
| 2º                | Peter Ebere Okpaleke        | 2012 - 2018 | não tomou posse         |
| 1º                | Victor Adibe Chikwe         | 1987 - 2010 | morreu no cargo         |
| Bispos auxiliares |                             |             |                         |
|                   | Simeon Okezuo Nwobi, C.M.F. | 2023 - 2024 | nomeado bispo diocesano |